# Нижний пруд (Калининград)
Ни́жний пруд (разг. Ни́жнее О́зеро, до 1949 года — нем. Schloßteich — Шлосстайх, в пер. «за́мковый пруд») — пруд в Калининграде (Калининградская область, Россия). Берега Нижнего пруда являются зелёной рекреационной зоной. Пруд расположен на территории Ленинградского района города.
На берегах и в непосредственной близости от пруда расположены Калининградский областной историко-художественный музей, Дом Советов, Дом творчества (бывший Дом пионеров), калининградский телецентр, памятник Александру Маринеско.
План реконструкции центра Калининграда предусматривает строительство Музыкального театра на берегу Нижнего пруда.

## Геология и гидрография
Пруд имеет сильно вытянутую продолговатую форму. Длина пруда составляет 800 метров, ширина — 55-90 метров. Нижний пруд питается водой, перетекающей из Верхнего пруда по каскаду. Из нижнего пруда вытекает ручей-приток Преголи, который по-немецки сначала назывался Лёбе-Бах, позднее — Катце-Бах (Кошачий ручей). С 1903 года Кошачий ручей был заключён в трубу.

## История

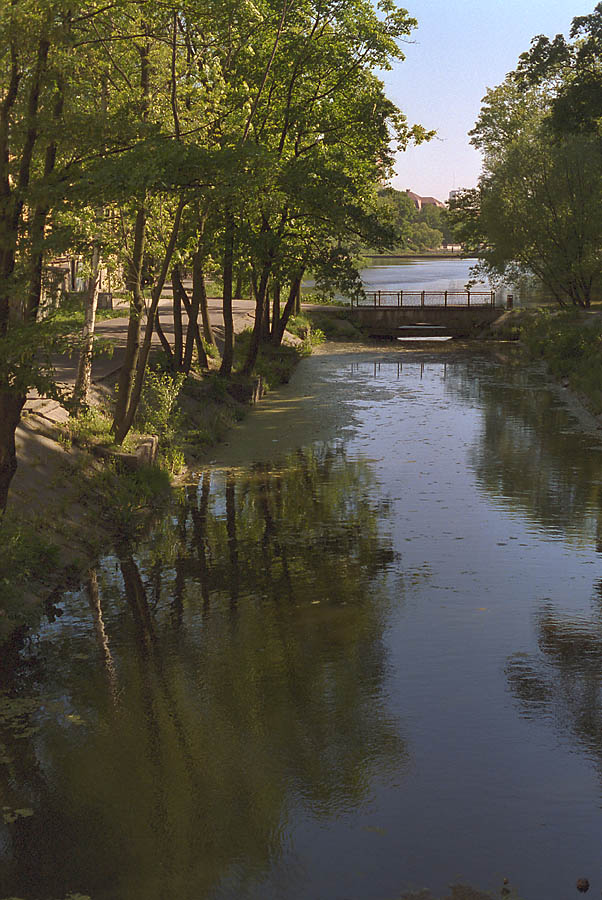
Часть каскада между Верхним и Нижним прудами в городе Калининграде.

Нижний пруд был создан в 1256 году в столице Восточной Пруссии — городе Кёнигсберге, когда рыцари Тевтонского ордена из расположенного рядом Замка «Кёнигсберг» запрудили земляной дамбой приток реки Преголи. Вода пруда использовалась для наполнения рвов замка, на пруду также была устроена водяная мельница, в связи с чем первоначально пруд назывался «мельничным».
Нижний пруд является самым старым рукотворным сооружением Калининграда, сохранившимся до наших пор. Самая старая сохранившаяся постройка Калининграда, Юдиттен-кирха, была построена позже, в 1288 году.
В средних веках пруд использовался для водоснабжения города. Но, постепенно пруд оброс разными постройками, жители стали выбрасывать в него мусор и нечистоты, из-за чего пруд постепенно превратился в рассадник заразных болезней. Город не мог изменить ситуацию, так как пруд и прилегающая к нему территория были королевской собственностью, а королевскую власть в Берлине мало интересовали санитарные проблемы Кёнигсберга. Только в 1810 году город смог выкупить пруд.
В 1753 году через пруд перекинули пешеходный мост. В 1869 году здесь случилась трагедия: во время посещения Кёнигсберга королём Вильгельмом I мост рухнул, не выдержав наплыва публики. Погибло 32 человека.
Хотя в XIX веке были проекты ликвидации пруда, горожане решили сохранить его, превратив в рекреационную зону. Примыкавшие к пруду строения постепенно сносились, в начале XX века вдоль берегов пруда были проложены променады. К 1930 году был достроен водный каскад от Верхнего к Нижнему пруду.
После Второй мировой войны, когда город Кёнигсберг и прилегающая к нему территория согласно Потсдамскому соглашению 1945 года вошли в состав новообразованной Калининградской области РСФСР, пруд был переименован из Замкового в Нижний (очевидно, по отношению к Верхнему пруду), хотя ещё до пятидесятых годов в разговорной речи пруд продолжали называть Замковым или Королевским.
В восьмидесятых годах территория вокруг пруда была облагорожена. В 1983 году на месте старого моста, уничтоженного во время войны, был выстроен новый на оставшихся опорах. Позднее ещё один пешеходный мост был выстроен несколько севернее.